# Basil Williams (jogador de críquete)
Alvadon Basil Williams (Saint Catherine, Jamaica, 21 de novembro de 1949) é um jogador de críquete jamaicano.